# Dicosmoecus gilvipes
Dicosmoecus gilvipes är en nattsländeart som först beskrevs av Hagen 1875.  Dicosmoecus gilvipes ingår i släktet Dicosmoecus och familjen husmasknattsländor. Inga underarter finns listade i Catalogue of Life.